# Kristiansand község
Kristiansand község (norvégul: Kristiansand kommune) Norvégia községeinek (kommune, helyi önkormányzattal rendelkező közigazgatási egység) egyike. Vest-Agder megyéhez tartozik, székhelye Kristiansand.

## Történelem
Kristiansand községet 1838. január 1-jén hozták létre (lásd: formannskapsdistrikt). Oddernes, Randesund és Tveit községeket 1965. január 1-jén egyesítették Kristiansanddal.

## Települések
A község települései (200 lakos felett):
| Település    | Népesség | Megjegyzés         |
| ------------ | -------- | ------------------ |
| Justvik      | 1791     |                    |
| Kristiansand | 67 372   | A község székhelye |
| Skålevik     | 2951     |                    |
| Strai        | 1527     |                    |
| Tveit        | 1404     |                    |
| Vennesla     | 2032     |                    |